# Polycaprolacton
Polycaprolacton (PCL), genauer Poly-ε-Caprolacton, ist ein biologisch abbaubarer Kunststoff, der auf der Basis von Erdöl hergestellt wird. Er ist thermisch verformbar und wird entsprechend in die Thermoplaste eingeordnet. Gebildet wird er als Kette des Caprolacton, dem ε-Lacton der Capronsäure.

## Aufbau
Polycaprolacton besteht aus einer Abfolge von Methylen-Einheiten, zwischen denen Estergruppen ausgebildet sind. Durch diesen sehr einfachen Aufbau ist eine beinahe unbeschränkte Rotation der einzelnen Kettenelemente möglich, und die Glas-Übergangstemperatur TG, also die Aushärtetemperatur, ist sehr niedrig. Bei Raumtemperatur ist kurzkettiges, amorphes Polycaprolacton entsprechend weich und gummiartig. Aufgrund der gleichmäßigen Struktur ist es jedoch gut kristallisierbar, wodurch eine Verstärkung des Materials auftritt.

## Synthese
Polycaprolacton entsteht durch Ringöffnende Polymerisation von ε-Caprolacton unter Einwirkung von Hitze und mit Hilfe eines Katalysators, im Normalfall einem Alkohol oder einem Diol:
Es entsteht ein regelmäßiges Polymer, welches zu etwa 50 % in Form von Sphärolithen kristallisiert.

## Materialeigenschaften
Kristallines Polycaprolacton ähnelt in der Kristallstruktur dem Polyethylen. Es hat einen Schmelzpunkt bei etwa 63 °C, eine Zugfestigkeit von 26 bis 42 MPa und eine Reißdehnung von 600 bis 1000 %. Die Glas-Übergangstemperatur liegt beim amorphen Polymer bei etwa −70 °C, daher ist es bei Raumtemperatur gummiartig. Allerdings hat Polycaprolacton eine hohe Tendenz zur Kristallisation, die auch bei schneller Abkühlung eintritt und womit sich die Glas-Übergangstemperatur auf etwa −60 °C erhöht. Hat das Polymer eine hohe molare Masse, ist es also ein Reaktionsprodukt aus vielen Einzelmolekülen, wird es durch die teilweise Kristallisation fest und flexibel, ist die Molekülmasse dagegen niedrig, wird es spröde.
Polycaprolacton ist biologisch abbaubar. Der Abbau erfolgt dabei durch Mikroorganismen, im Regelfall unter Ausschluss von Sauerstoff (anaerob). Das Material ist gut mischbar und verbindet sich auch mit anderen Kunststoffen sowie mit Lignin, Gelen, Stärke und anderen Materialien. Außerdem haftet es an einer Vielzahl von Oberflächen. Es ist nicht toxisch, leicht zu verarbeiten und gut schmelzbar.

## Einsatz
Polycaprolacton wird aufgrund seiner positiven Eigenschaften für eine Reihe von verschiedenen Anwendungen genutzt. Neben klassischen Anwendungsgebieten für Kunststoffe wie Verpackungen oder Ähnliches kommt es vor allem im medizinischen Bereich zur Anwendung. Dabei verwendet man es für Präparate mit kontrollierter Abgabe (Retard) von Medikamenten, Klebstoffe und synthetische Wundverbände und orthopädische Abdrücke. In der aktuellen Forschung wird es zudem als Trägermaterial für Stammzellen bei der regenerativen Osteogenese oder Knorpelzellen beim Tissue Engineering erforscht.
Caprolacton-Polymere sind untereinander mischbar und kompatibel mit vielen anderen Kunststoffen, darunter Polyethylen (PE), Polypropylen (PP), Polystyren (PS), Styrol-Acrylnitril-Copolymer (SAN), Polycarbonat (PC) und Polyethylenterephthalat (PET).

## Markennamen
Hergestellt wird Polycaprolacton in den USA durch Dow sowie von der schwedischen Firma Perstorp (ehemaliges Solvaygeschäft).